# Гуревич, Ирина
Ирина Гуревич (укр. Ірина Гуревич, род. 16 марта 1976, Винница) — украинский лингвист и информатик, профессор компьютерных наук и директор Knowledge Processing Lab. В настоящее время преподаёт в Дармштадтском техническом университете. Автор работ на темы лексики и компьютерных технологий.

## Биография
В 1998 году окончила Винницкий государственный педагогический университет имени Михаила Коцюбинского, изучала английскую и немецкую филологию. После окончания университета три года училась в Университете Дуйсбурга — Эссена по стипендии Немецкой службы академических обменов (DAAD) и земли Северный Рейн-Вестфалия. В 2001—2005 годах — научный сотрудник докторантуры в Гейдельбергском университете.
В 2003 году — докторат по компьютерной лингвистике в университете Дуйсбурга — Эссена. В 2005—2007 годах курировала научного сотрудника в университетском исследовательском проекте по электронному обучению в Дармштадтском техническом университете.
С 2007 года возглавляет Немецкий исследовательский фонд (DFG), группа Эмми Нётер в отделе компьютерных наук в Дармштадтском техническом университете.
С 2008 года — Фонд Volkswagen Lichtenberg, профессор повсеместной обработки знаний на кафедре компьютерных наук в Дармштадтском техническом университете.

## Награды
- Член AcademiaNet с 2013 года по номинации Немецкого научно-исследовательского общества и Ассоциации Лейбница[2].
- Инновационная награда от IBM «DKPro-ML: Open Source UIMA на основе системы для машинного обучения», 2008[3].
- Инновационная премия по неструктурированной информации 2008 от IBM «Фундаментальный курс на базе UIMA для преподавания новых тенденций развития НЛП для студентов по информатике», 2008[3].
- UniTechSpin Специальная награда от Isra Vision «Управление семантической информации для бизнес-процессов», 2008[4].
- Неструктурированный информационный менеджмент за 2007 год от IBM «Darmstadt Knowledge Software Processing Repository», 2007[5].

## Труды
- M. Mühlhäuser, I. Gurevych: Handbook of Research: Ubiquitous Computing Technology for Real Time Enterprises. IGI Global, 2007, ISBN 978-1-59904-835-2.
- I. Gurevych, T. Zesch: The People’s Web Meets NLP: Collaboratively Constructed Semantic Resources. Workshop. Association for Computational Linguistics and Asian Federation of Natural Language Processing. Singapore, August 2009, ISBN 978-3-642-35084-9
- I. Gurevych: Das World Wide Web als computerlinguistische Ressource. In: R. Klabunde u. a.: Computerlinguistik und Sprachtechnologie — Eine Einführung. 3. Auflage. Elsevier, 2009, ISBN 978-3-8274-2023-7, S. 544—552
- T. Zesch, I. Gurevych: Wisdom of Crowds versus Wisdom of Linguists — Measuring Relatedness of Words. In: Journal of Natural Language Engineering. Band 16, 2010, S. 25-59. doi:10.1017/S1351324909990167
- C. Müller, I. Gurevych, M. Mühlhäuser: Closing the Vocabulary Gap for Computing Text Similarity and Information Retrieval. In: International Journal of Semantic Computing: Special Issue on Multimedia Information Processing and Retrieval. Band 2, Nr. 2, 2008, S. 253—272. doi:10.1142/S1793351X08000452
- C. Toprak, N. Jakob, I. Gurevych: Sentence and Expression Level Annotation of Opinions in User-Generated Discourse. In: Proceedings of the 48th Annual Meeting of the Association for Computational Linguistics. Uppsala, Sweden 2010.
- M. Rohrbach u. a.: What Helps Where? And Why? Semantic Relatedness for Knowledge Transfer. In: Proceedings of the 23rd IEEE Conference on Computer Vision and Pattern Recognition. San Francisco, CA 2010. doi:10.1109/CVPR.2010.5540121
- C. M. Meyer, I. Gurevych: How Web Communities Analyze Human Language: Word Senses in Wiktionary. In: Proceedings of the Second Web Science Conference, Raleigh, NC, USA. 2010.
- D. Bernhard, I. Gurevych: Combining lexical semantic resources with question & answer archives for translation-based answer finding. In: Proceedings of the Joint conference of the 47th Annual Meeting of the Association for Computational Linguistics and the 4th International Joint Conference on Natural Language Processing of the Asian Federation of Natural Language Processing (ACL-IJCNLP 2009). Singapur 2009, ISBN 978-1-932432-46-6, S. 728—736.
- I. Gurevych u. a.: Educational Question Answering based on Social Media Content. In: Vania Dimitrova u. a. (Hrsg.): Proceedings of the 14th International Conference on Artificial Intelligence in Education. Building learning systems that care: From knowledge representation to affective modelling (AIED 2009). (= Frontiers in Artificial Intelligence and Applications. Band 200). IOS Press, 2009, ISBN 978-1-60750-028-5, S. 133—140